# 范希曾
范希曾（1901年—1930年），字耒研，號樨露。江苏省淮阴县人。著名目录学家。
1923年毕业于南京高等师范学校文史地部，与景昌极、胡焕庸等人同学，曾师从著名历史学家柳詒徵。博学多才，尤精于目录、校雠学。1927年在南京国学图书馆期间，撰《书目答问补正》，历三年而成。正值作成，却于1930年7月10日因病与世长辞，英年早逝。

## 相關
- 淮陰三範
- 家族故居原位于淮安市清河区（今清江浦区）东长街272号，2010年迁址重建。

## 遗作
- 《南献遗征笺》
- 《天问校语》
- 《评〈清史稿·艺文志〉》
- 《书目答问补正》